# Monte Préneley
Il monte Préneley è un monte che si trova all'estremità sud del massiccio del Morvan, nella regione francese della Borgogna-Franca Contea, a circa 3 km a nord-ovest del Monte Beuvray. La sua vetta culmina a 855 m s.l.m. ed è il secondo monte più alto del massiccio stesso, dopo l'Haut-Folin (901 m).
Dal punto di vista idrologico, il monte Préneley è una cerniera: una delle sue falde è orientata verso il bacino della Loira  mentre quella opposta è volta verso quello della Senna. Da questa, sita ad est, numerose sorgenti danno origine alla Yonne, dopo aver alimentato la torbiera del Port des Lamberts.
Esso fa parte della rete Natura 2000, per la sua foresta, tipica del massiccio del Morvan, e per una torbiera protetta per il suo valore ecologico. L'interesse paesaggistico è stato parimenti riconosciuto attraverso la sua classificazione in base alla Legge 1930.
Il  monte Préneley è proprietà del Consiglio generale della Nièvre dal 1999. Esso è gestito a titolo di territorio naturale sensibile con l'obiettivo della preservazione del luogo e la sensibilizzazione del pubblico. Così il "sentiero d'interpretazione delle sorgenti della Yonne" è stato condotto: un anello di 2,5 km accessibile a partire dal detto Port des Lamberts nel comune di Glux-en-Glenne.